# Gemma Bellincioni

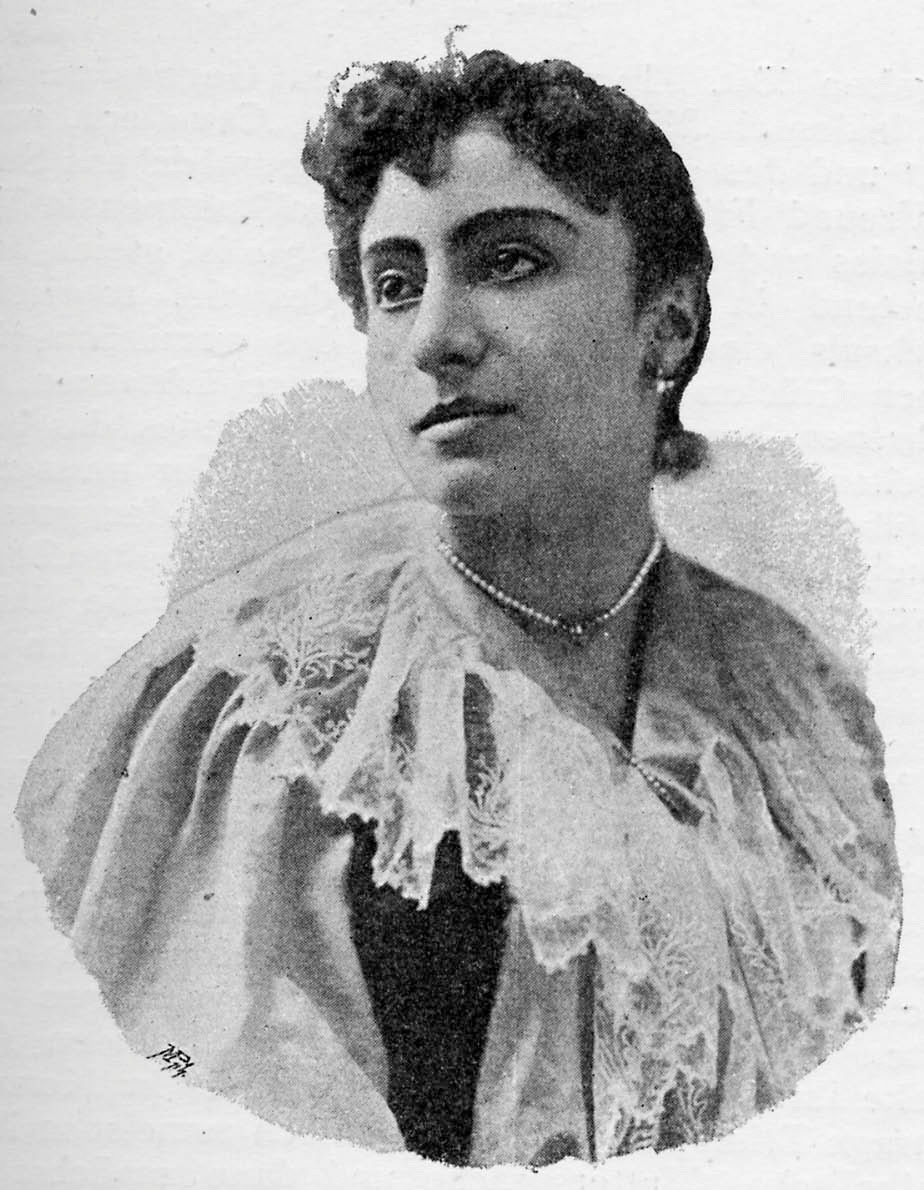
Gemma Bellincioni

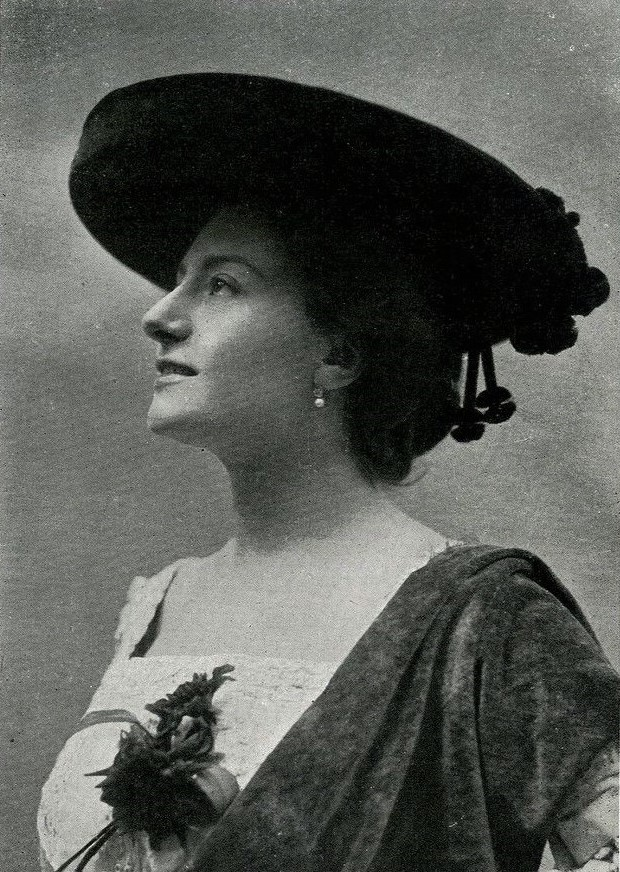
Gemma Bellincioni

Gemma Cesira Matilda Bellincioni (* 18. August 1864 in Como; † 23. April 1950 in Neapel) war eine italienische Opernsängerin (Sopran).

## Leben
Die Tochter des Bassisten Cesare Bellincioni und der Altistin Carlotta Soroldoni wurde von ihrer Mutter ausgebildet und studierte in Neapel bei Giovanni Corsi und Luigia Ponte dell’Armi. Sie debütierte 1880 am Teatro della Società Filarmonica in Neapel in der Oper Il segreto della duchessa von Giuseppe dell’Orefice. Zwei Jahre später trat sie am Teatro de São Carlos in Lissabon neben Enrico Tamberlick als Gilda in Giuseppe Verdis Rigoletto auf.
Nach einer Spanientournee trat sie 1885 am Teatro Costanzi in Rom in Verdis La traviata und in der Saison 1885–86 an der Mailänder Scala als Isabella in Giacomo Meyerbeers Robert le diable auf. 1886 heiratete sie in Buenos Aires den Tenor Roberto Stagno, mit dem sie fortan gemeinsam auftrat, so 1890 am Teatro Costanzi in Rom in der Uraufführung der Opern Labilia von Nicola Spinelli und Rudello von Vincenzo Ferroni und 1895 in Triest in Nozze Istriane von Antonio Smareglia.
Vor allem machte sich Bellinconi als Interpretin von Opern des Verismo verdient. So sang sie bei der Uraufführung von Pietro Mascagnis Cavalleria rusticana am Teatro Costanzi in Rom die Santuzza, wirkte 1892 an der Uraufführung der Oper A Santa Lucia von Pierantonio Tasca an der Berliner Krolloper und 1898 (gemeinsam mit Enrico Caruso) an der Uraufführung der Oper Fedora von Umberto Giordano am Teatro Lirico in Mailand mit.
1901 sang sie am Teatro Constanzi die Titelrolle in der Oper Lorenza, die Edoardo Mascheroni für sie komponiert hatte. 1904 sang sie am Teatro Lirico in der Uraufführung von Gabriel Duponts La Cabrera, 1905 wirkte sie an der Uraufführung von Leopoldo Mugnones Vita Brettone am Teatro San Carlo in Neapel mit.
Berühmt war ihre Interpretation der Titelrolle in der Oper Sapho von Jules Massenet, die sie bei der italienischen Uraufführung 1898 in Mailand sang und mit der sie sich 1911 von der Bühne verabschiedete. Eine weitere ihrer Glanzrollen war die Salomé in Richard Strauss’ Oper, die sie erstmals bei der italienischen Uraufführung 1906 sang. Als Gast trat Bellincioni u. a. in Wien, Berlin, Budapest, Monte Carlo, Paris, Warschau, Dresden, Prag, Hamburg, Buenos Aires, London, Odessa, Bukarest und Amsterdam auf.
Von 1911 bis 1915 leitete sie ein Opernstudio in Berlin, nach dem Kriegseintritt Italiens ging sie nach Holland, wo sie weitgehend vergessen und in finanzieller Bedrängnis lebte. 1924 trat sie nochmals als Santuzza, als Tosca und als Carmen auf, bevor ihr die italienische Regierung ein Opernstudio in Rom einrichtete, das sie bis 1931 leitete. Nach einem Jahr in Wien unterrichtete sie bis kurz vor ihrem Tod am Konservatorium von Neapel.
Unter dem Titel Io ed il palcoscenico gab Bellincioni 1920 ihre Memoiren heraus. Ihre Schwester Saffo Frigiotti wurde als Mezzosopranistin bekannt, ihre Tochter Bianca Stagno Bellincioni als Sopranistin.